# Norman Peyretti
Norman Peyretti (sinh ngày 6 tháng 2 năm 1994) là một cầu thủ bóng đá người Pháp thi đấu cho FC Aarau.